# Gustaf Horn
För andra betydelser, se Gustaf Horn (olika betydelser).
Gustaf Carlsson Horn (Horn af Björneborg), född 22 oktober 1592 på Örbyhus slott i Uppland under faderns fångenskap på slottet, död 10 maj 1657 vid ett besök i Skara, var en svensk fältmarskalk, riksråd och generalguvernör. Han var son till Carl Henriksson Horn af Kanckas.
Efter studier utomlands utnämndes han 1618 till kammarjunkare hos Gustav II Adolf, blev riksråd 1625 och erhöll samma år Marienborgs slott i gåva av konungen. Han blev fältmarskalk 1628, upphöjdes till greve av Björneborgs kungsgård 1651, med tillhörande 357 finska hemman. Slutligen generalguvernör i Livland 1652, riksmarsk 1653 och samma år vice president i Krigskollegium. Under trettioåriga kriget anses han ha varit en av svenska arméns mest framstående fältherrar.

## Biografi
Gustaf Horn studerade vid tyska universitet och deltog därefter i ryska kriget. Han lärde sig krigskonst hos Moritz av Oranien i Nederländerna. År 1618 blev han kammarherre hos Gustav II Adolf och förde giftermålsförhandlingar mellan Gustav II Adolf och Maria Eleonora av Brandenburg. Han blev överste för Norrlands regemente 1621. Som sådan deltog han i belägringen av Riga och blev där illa sårad. Försvarade Livland mot Polen åren 1625–1628 i sällskap med Johan Pontusson De la Gardie. Gustaf Horn blev riksråd 1625 och fältmarskalk 1628. Horn visade stor skicklighet bland annat i slagen vid Wallhof respektive Wenden 1626. Detta medförde att kungen år 1630 utsåg honom till sin närmaste man i tyska kriget.
Horn segrade i det första regelrätta slaget vid Falkenberg och förde sedan befäl under kungen i slaget vid Breitenfeld 1631. Han ansvarade för den vänstra flygeln, vid vilken den sachsiska armén stod uppställd, medan den högra flygeln leddes av Johan Banér. Efter den sachsiska arméns flykt kom han att sväva i stor fara, men han räddade Sverige från nederlag genom en överlägsen rådighet då han lät bilda en ny front och sedan, undsatt av konungen, rev upp Tillys "fyrkanter". Den påföljande svenska segern var således till stor del Gustaf Horns förtjänst. Därefter tog sig Horn till Övre Franken och med 7000 man erövrade han Tyska Ordens residensstad Marienburg samt biskopsstiftet Bamberg. Efter detta begav sig Horn och Gustav II Adolf över Donau och Lech in i Bayern, varifrån Horn sändes till Rhenländerna, där han intog Koblenz och Trier. Han besegrade även den kejserliga armén vid Wiesloch och Schwaben. I april 1633 förenade sig Horn med hertig Bernhard av Weimar. Samarbetet misslyckades dock och på inrådan av bl.a. svärfadern Axel Oxenstierna skildes de båda krigsherrarna åt. Samma år i augusti 1633 tågade Gustaf Horn till Bodensjön.
Efter Wallensteins död 1634 intog Horn flera platser i Schwaben, men råkade åter i tvist med hertig Bernhard av Weimar. De två tvingades dock att samarbeta för att rädda Regensburg och Nördlingen, men den 27 augusti 1634 förlorades ändå slaget vid Nördlingen mot den spansk-kejserliga armén. Nederlaget kom att skyllas på att han lät sig påverkas av hertig Bernhards iver. Gustaf Horn blev krigsfånge och fick i många år försmäkta i tyskt fängelse. Tiden för hans utväxling förlängdes eftersom de kejserliga inte ville riskera att Horn förde befäl över en svensk armé igen. Han släpptes till slut från fångenskapen mars 1642 mot tre kejserliga generaler, Hans Christoph von Buchheim, Lorenz von Hofkirchen och Johann von Werth. Han återvände till Sverige och gifte sig i Stockholm den 9 juli 1643 med Sigrid Bielke. Familjen medföljde på hans många resor i rikets tjänst och olika krigsuppdrag. Under kriget mot Danmark 1644 anföll Gustaf Horn Skåne och erövrade hela landskapet förutom Malmö och Kristianstad. År 1645 påbörjades en belägring av Malmö, som dock avbröts genom freden i Brömsebro. Detta krigsföretag har kommit att kallas "Horns krig". År 1644 blev han lagman i Söderfinne lagsaga. År 1652 blev Horn generalguvernör i Livland och 1653 utnämndes han till riksmarsk, generalfältherre, samt till vice president i Krigskollegium. I början av polska kriget 1655 fick Horn i uppdrag av Karl X Gustav att leda svenska försvaret.
Horn lät uppföra malmgården Stora Hornsberg på Kungsholmen efter ritningar av arkitekt Jean de la Vallée, gården revs på 1890-talet. Den 28 april 1628 fick Gustaf Horn godsen Häringe och Hammersta med underlydande torp och gårdar på Södertörn i förläning av Gustav II Adolf. Under 1650-talet när han låg ute i fält lät han uppföra Häringe slott. Genom sin hustrus arv kom han i besittning av medeltidsborgen Wiks slott i Uppland. Vidare förvärvade han Boo slott av Alexander Leslie.
Gustaf Horn avled i Skara 1657 och när han begravdes i Hornska gravkoret i Sankt Jakobs kyrka i Stockholm 11 augusti 1660 ringde kyrkklockorna åtta gånger. Horn efterträddes av Per Brahe som överbefälhavare. Gustaf Horn var en av Gustav II Adolfs bästa fältherrar, vid sidan av Johan Banér. Horns specialitet var försvar. Han var framstående även som ämbetsman. Han var fruktad hos soldaterna för sin stränga krigstukt.

## Bilder

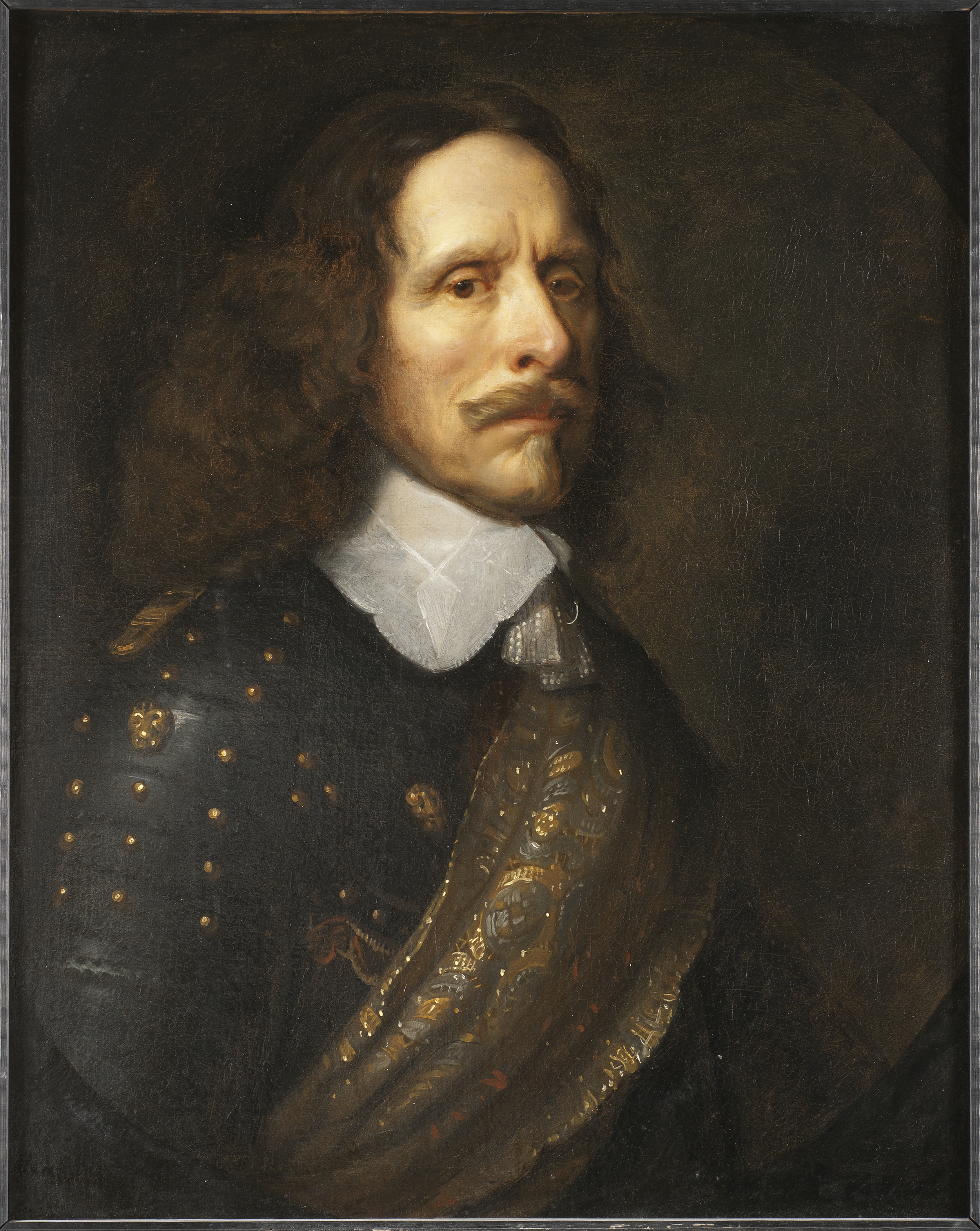
Porträtt av David Beck.
Porträtt av en okänd konstnär.
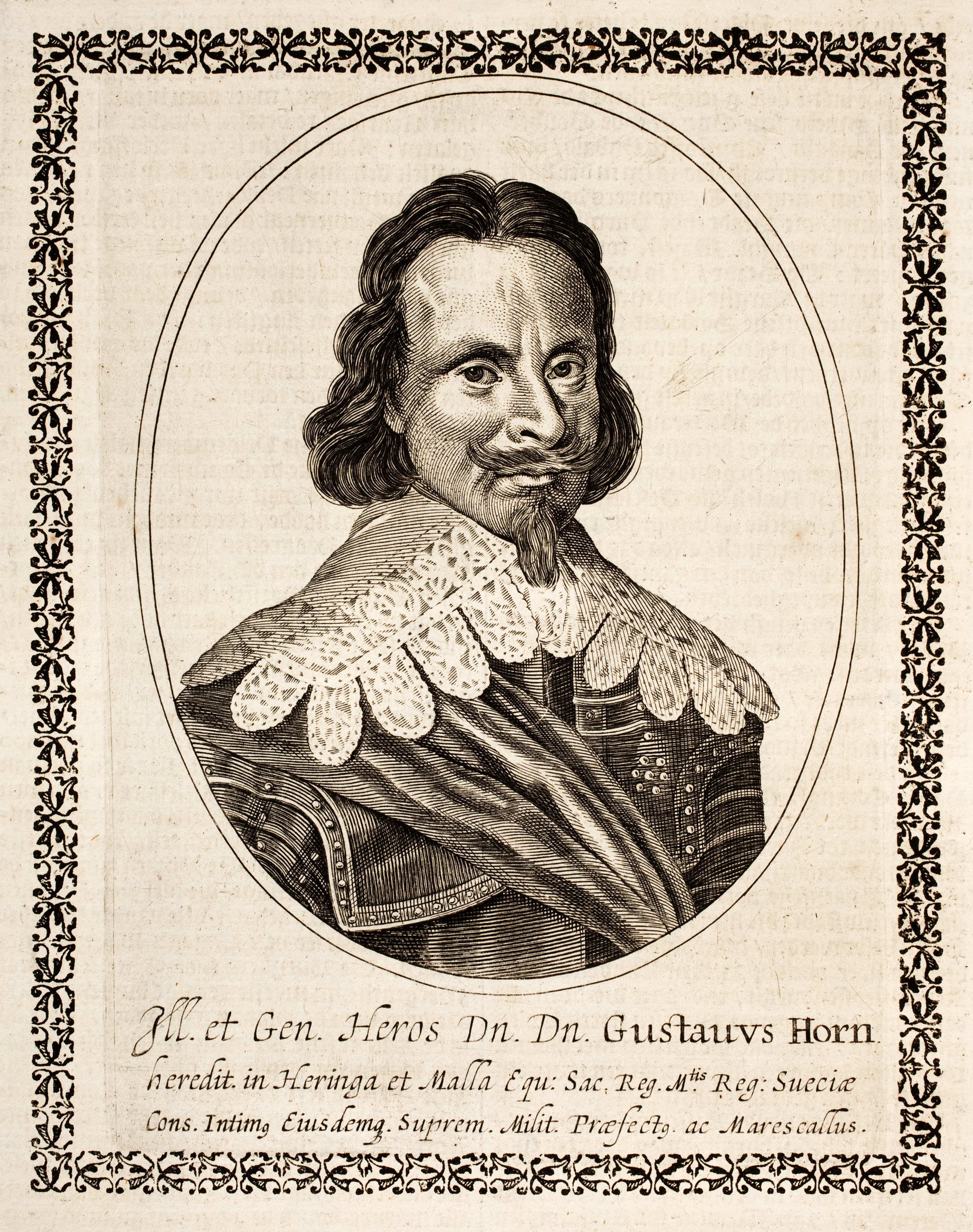
Kopparstick från 1642 av Matthäus Merian den äldre.
Gustaf Horn, litografi av Axel Salmson.

## Äktenskap
- 1:a äktenskapet 1628 med Kristina Oxenstierna (1610–1631)
- 2:a äktenskapet 1643 med Sigrid Bielke (1620–1679)

## Barn
I första äktenskapet:
1. Agneta Horn (1629–1672), gift med Lars Jespersson Kruus (1621–1656)
2. Axel Horn (1630–1631)

I andra äktenskapet:
1. Anna Katarina Horn (1644 – avled 7 dagar gammal)
2. Kristina Horn (1646 – tvilling – avled några timmar efter födseln)
3. Ebba Sigrid Horn (1646 – tvilling – avled några timmar efter födseln)
4. Helena Horn (1647–1648)
5. Maria Eleonora Horn (1648–1652)
6. Gustaf Karl Horn (1650–1654)
7. Evert Horn (1652–1654)
8. Eva Horn (1653–1740), gift med Nils Bielke (1644-1716) på Salsta slott
9. Hedvig Lovisa Horn (1655–17??), gift med *1) Ture Karlsson Sparre (1654–1683)  *2) Bernhard von Liewen (1651–1703)